# Ushuaia
Ushuaia (výslovnost /us'waja/) je hlavní město argentinské provincie Tierra del Fuego, Antártida e Islas del Atlántico Sur a leží na jižním pobřeží největšího jihoamerického ostrova, Ohňové země. Je zároveň považováno za nejjižnější město na světě, jelikož leží na 54°48'57 jižní šířky. Město těží ze své polohy naproti Antarktickému poloostrovu a je základnou pro výpravy do Antarktidy i důležitým střediskem rybolovu. Rozkládá se na úbočí hor prudce se svažujících do průlivu Beagle.

## Historie
První obyvatelé přišli do oblasti před více než tisíci lety. Pronikali postupně na jih z ostrova na ostrov, nejdále došli až k jižnímu pobřeží Ohňové země.

V roce 1520 při své cestě kolem světa proplul Fernão de Magalhães kolem severního pobřeží Ohňové země nově objeveným Magalhãesovým průlivem. Během plavby spatřili námořníci ohně a domorodce na pobřeží, proto se ostrovu říká Ohňová země. Později sem přicházelo stále více evropských osadníků, kteří se začali seznamovat s indiánskými kmeny. Jedna mise anglikánských pastorů vedená Thomasem Bridgesem se usídlila v oblasti průlivu Beagle v roce 1869 a vytvořila první osídlení na území dnešního města. Pozdější osadníci uznali svrchovanost Argentiny. 12. října 1884 bylo založeno město Ushuaia na úpatí andských štítů Martial a Olivia.

Po založení začalo město sloužit jako útočiště argentinských vězňů. Argentinská vláda využila Ohňovou zemi jako vězení, ze kterého se nedá uniknout (po vzoru britských vězňů posílaných do Austrálie). Provinilci byli řízeni kolonisty a budovali nově vznikající město, káceli dřevo v lesích a dopravovali ho pomocí nové železnice k průlivu Beagle.

## Podnebí
Ushuaia leží v subpolárním podnebném pásu, v tundře. Zimy jsou mírné s průměrnou červencovou teplotou 1,5 °C, zatímco léto je poměrně chladné s průměrnou teplotou 9,4 °C v lednu. Celkově je průměrná roční teplota 5,7 °C. Za rok naprší 522 mm srážek, přičemž jsou rozložené rovnoměrně do celého roku.

## Zajímavosti
Mezi největší turistické atrakce v okolí Ushuaiy patří Parque nacional Tierra del Fuego, kam se dá dostat mimo jiné pomocí Tren del Fin del Mundo (Vlak konce světa), nejjižnější železnice na světě. Další turistickou atrakci představuje možnost pronajmout si člun k mysu Hoorn (který je ovšem v chilských vodách), kde lze pozorovat lvouny, tučňáky nebo hnízdící ptáky. Některé cesty rovněž vedou k Majáku na konci světa (Faro del fin del mundo), známého ze stejnojmenného románu Julesa Verna. Jelikož má Ushuaia mezinárodní letiště a přilétá sem mnoho letů z Buenos Aires, stává se hlavním střediskem jižních regionů Argentiny i výchozím místem na Falklandy (Malvíny) nebo na Antarktický poloostrov.

## Nejjižnější město
Ushuaia je mnohými považována za nejjižnější město světa.  Dalšími uchazeči o titul jsou Puerto Williams v Chile, které je sice jižněji, ale zato je mnohem menší, a Punta Arenas, také v Chile, je severněji a má více obyvatel. Dalšími jižnějšími osadami jsou chilské Puerto Toro na ostrovu Navarino, Orcadas na Jižních Orknejích a základna Esperanza na Antarktickém poloostrově. Všechny osady mají méně než 100 stálých obyvatel a v případě Esperanzy nejde o klasickou vesnici, ale o mezinárodní výzkumnou stanici. Orcadas a Esperanza jsou i přes argentinské územní nároky obydleny mezinárodními týmy, takže největším kandidátem na titul je Puerto Toro.

## Fotogalerie

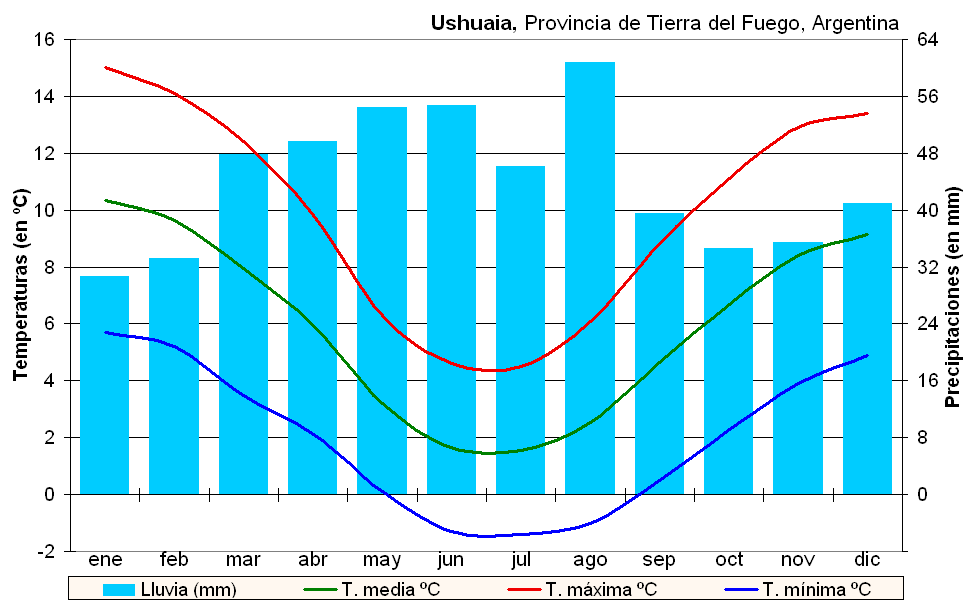
Ushuaia – klimagram
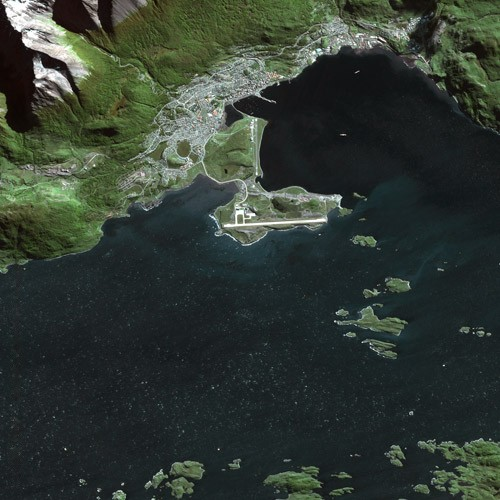
satelitní snímek města
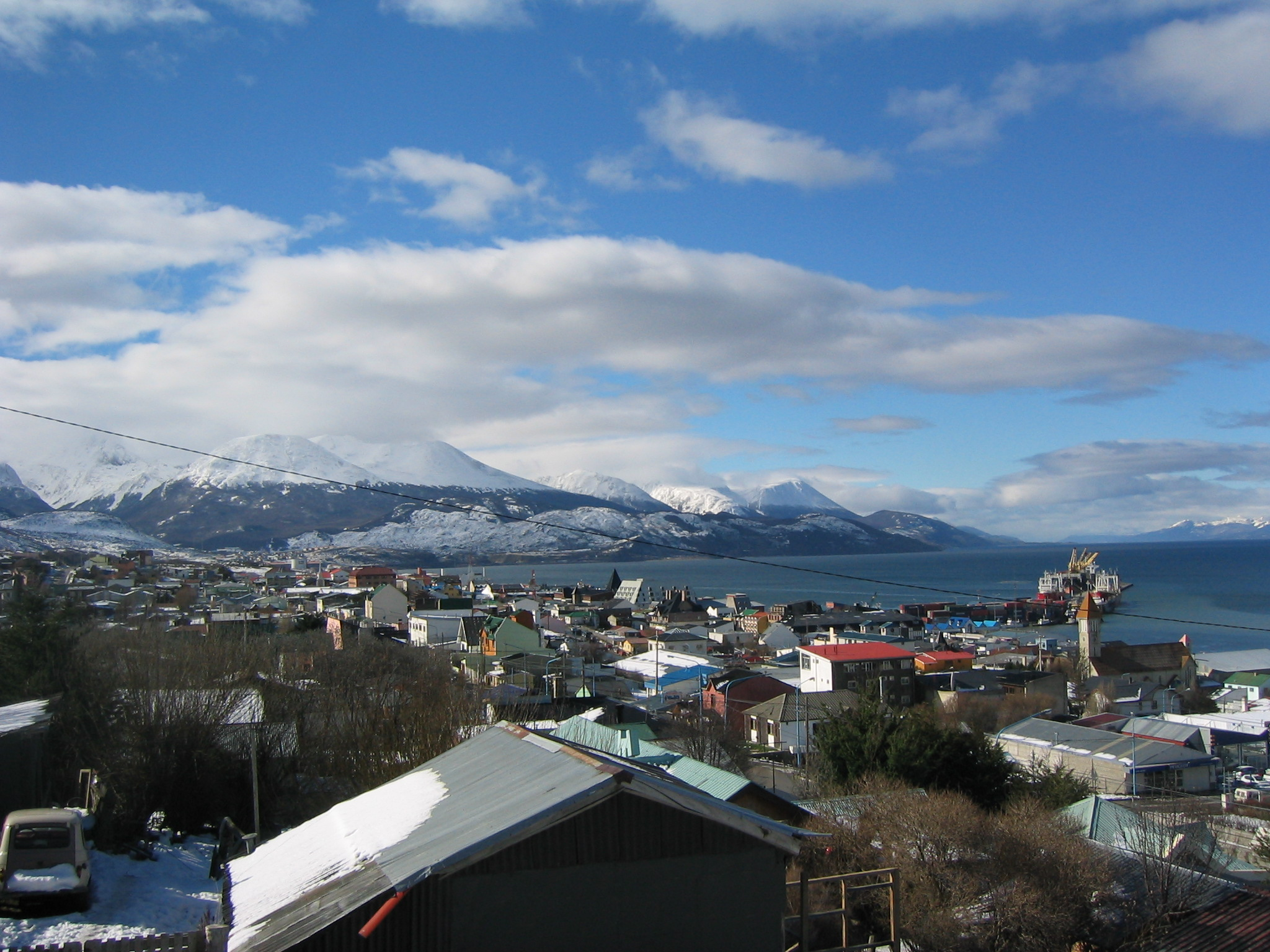
pohled na jarní Ushuaiu
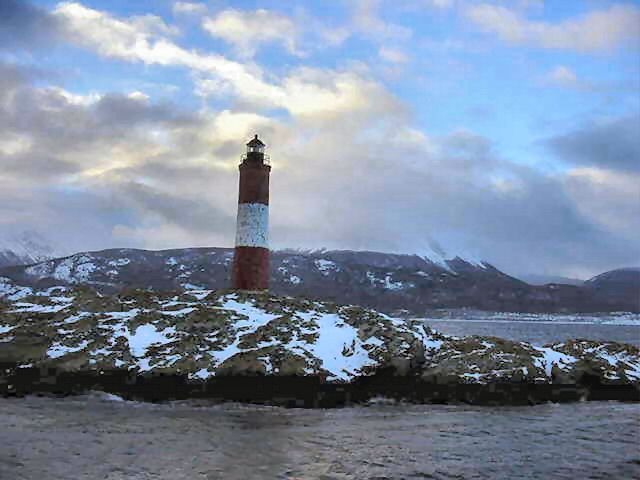
první maják v Ushuaie
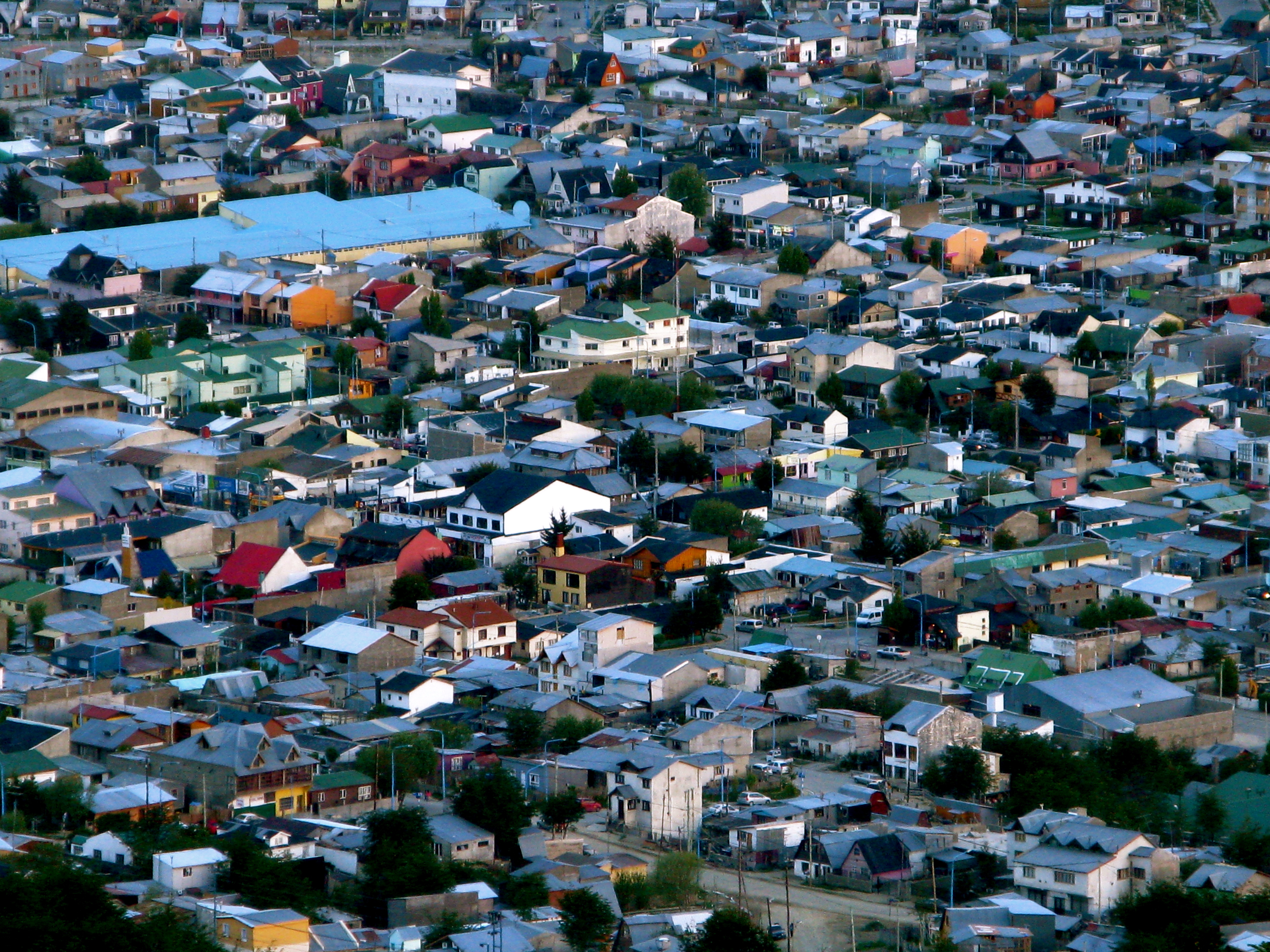
detail městské zástavby
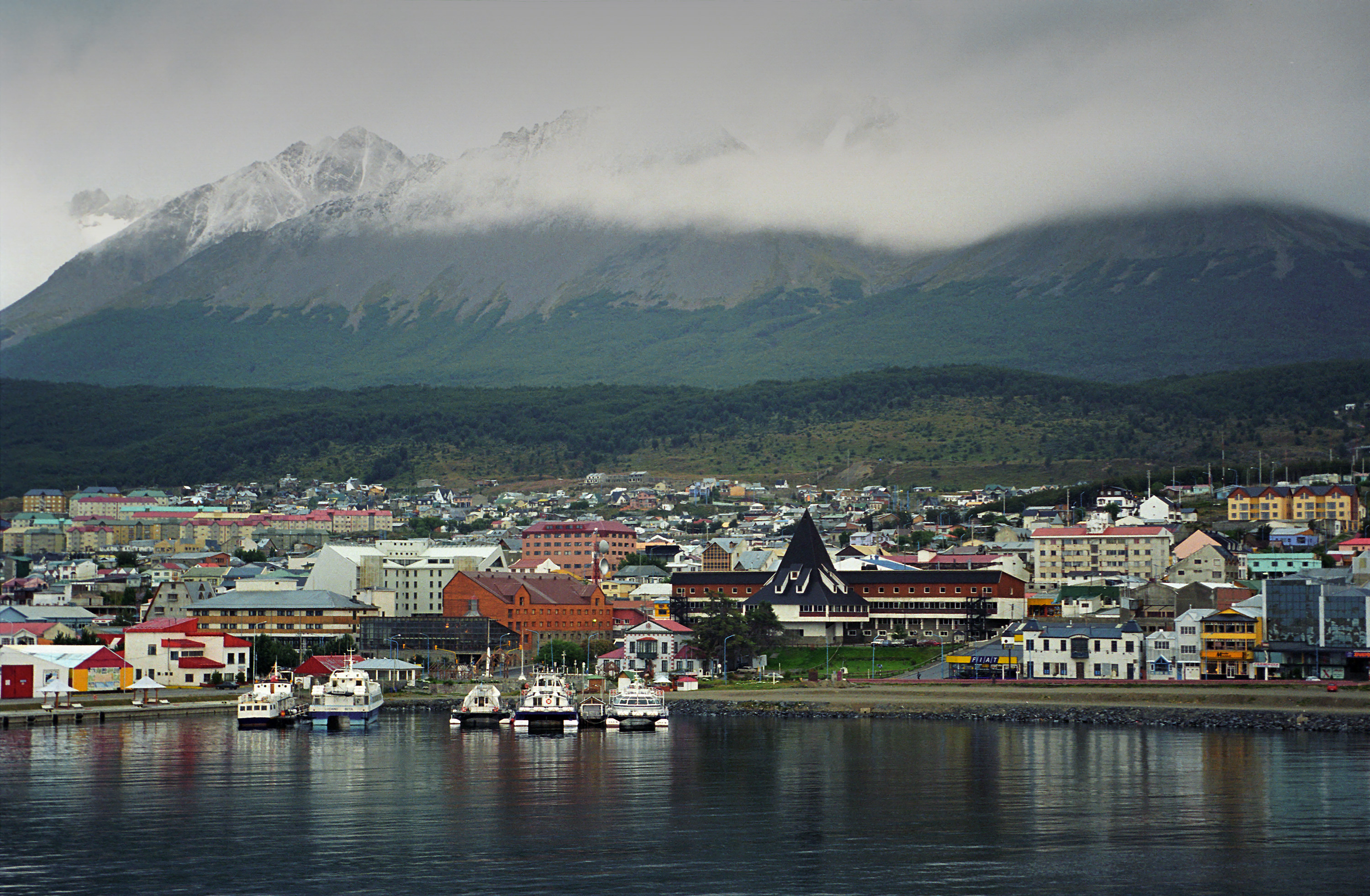
Ushuaia
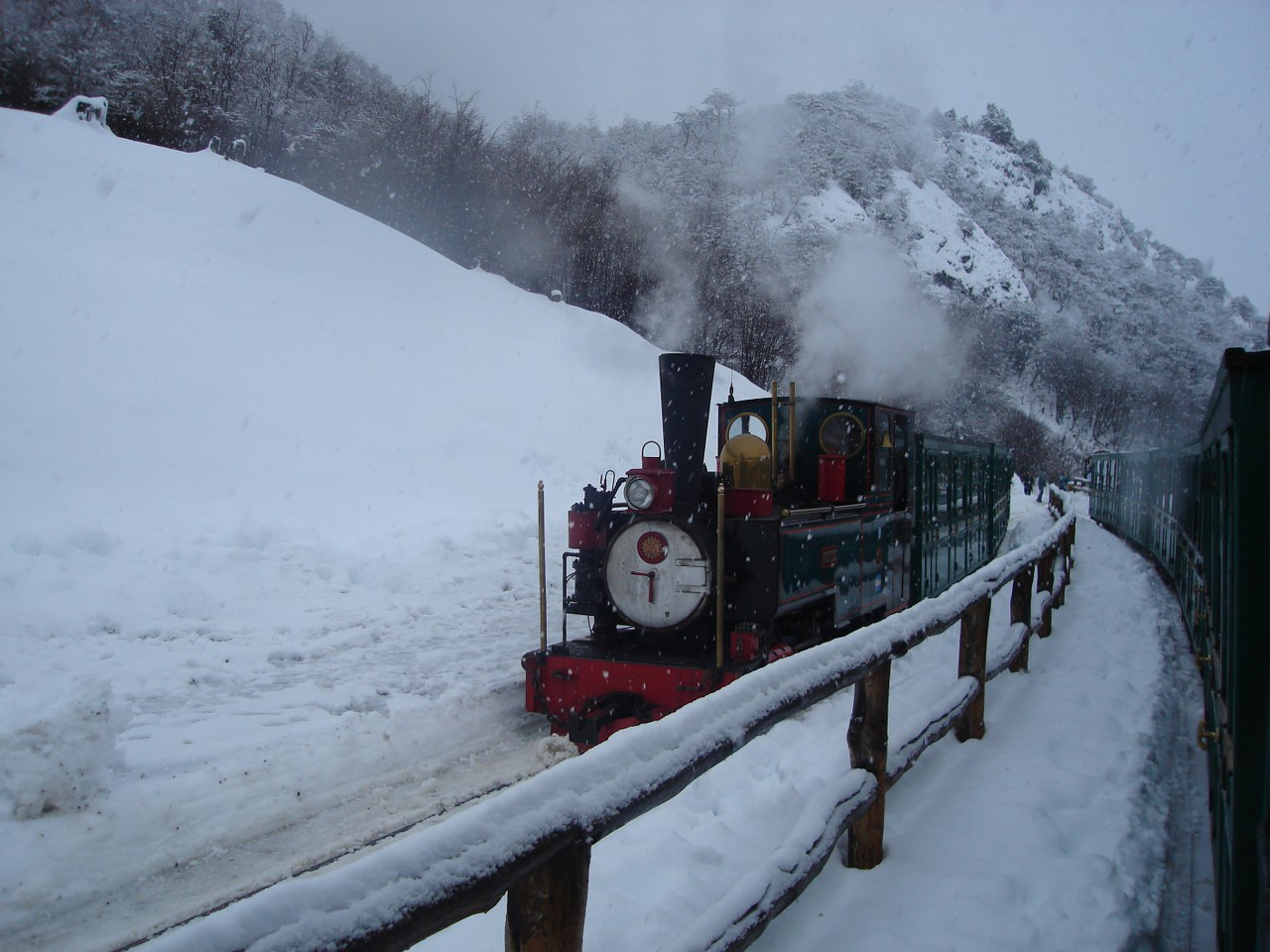
úzkorozchodná železnice